# Tignish Shore
Tignish Shore es un municipio rural canadiense situado en la provincia de Isla del Príncipe Eduardo.

## Superficie
Tignish Shore tiene una superficie de 1,65 km².

## Demografía
En 2021, tenía 64 habitantes, una densidad poblacional de 38,7 hab./km², y 45 viviendas.